# Heidi Kabel

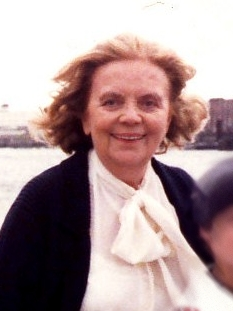
Heidi Kabel (1984)

Heidi Bertha Auguste Kabel, verheiratete Mahler (* 27. August 1914 in Hamburg; † 15. Juni 2010 ebenda), war eine deutsche Volksschauspielerin, Hörspielsprecherin und Sängerin, die auf Hochdeutsch und Plattdeutsch spielte.
Bekannt war sie unter anderem als Ensemblemitglied des Ohnsorg-Theaters.

## Leben

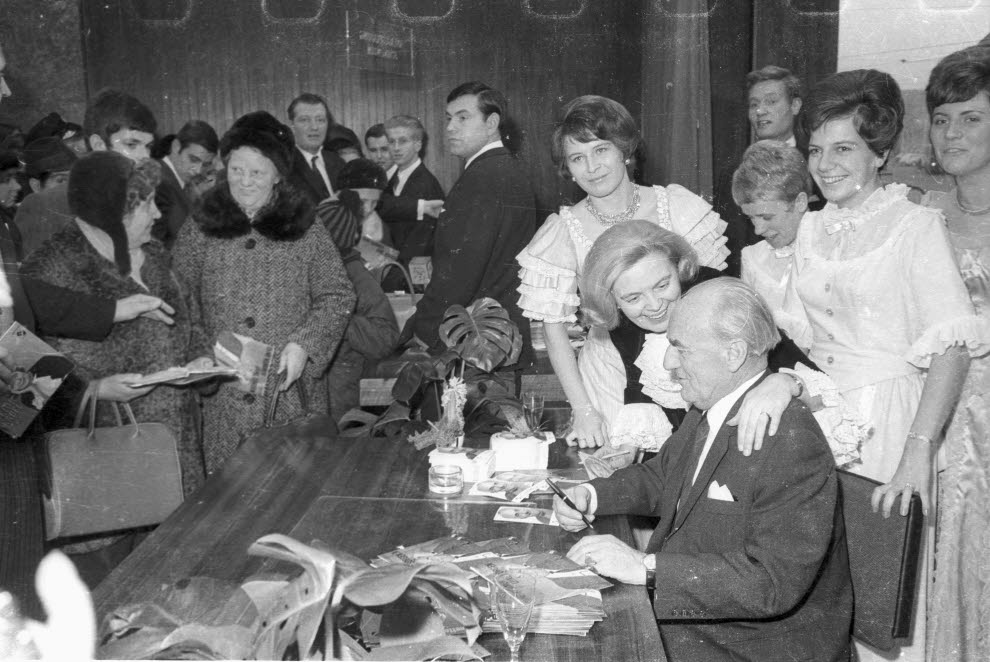
Heidi Kabel mit Henry Vahl, Kiel (1968)

Kabel wurde in der Straße Große Bleichen Nr. 30 in Hamburg, direkt gegenüber dem damaligen Sitz der später als Ohnsorg-Theater überregional bekannten Mundartbühne, geboren. Ihr Vater, Ernst Kabel, war Druckereibesitzer und zeitweilig Vorsitzender des Vereins geborener Hamburger e. V. Sein Betrieb „Kabel Druck“ existiert noch heute, der Kabel-Verlag ebenfalls. Ihre Mutter, Agnes († 1956), war Hausfrau. Eigentlich sollte Kabel Konzertpianistin werden, hatte aber nicht genug Talent dafür. 1932 begleitete sie eine Freundin zum Vorsprechen in der „Niederdeutschen Bühne Hamburg“, dem heutigen Ohnsorg-Theater. Dort wurde sie für die Bühne entdeckt und erhielt vom Theatergründer, Richard Ohnsorg, in dem Stück „Ralves Carstens“ ihr erstes Engagement. Kabel nahm Schauspielunterricht bei den Ohnsorg-Schauspielern Käte Alving und Hans Langmaack und blieb dem Haus mehr als 66 Jahre verbunden. Ihre gesamte Schauspielkarriere umfasste insgesamt 75 Jahre.
1937 heiratete Kabel ihren Kollegen Hans Mahler. Der Ehe entstammen drei Kinder; Tochter Heidi Mahler wurde ebenfalls Schauspielerin am Ohnsorg-Theater. 1949 wurde Hans Mahler als Nachfolger von Rudolf Beiswanger Leiter des Ohnsorg-Theaters und hatte großen Einfluss auf die Rollen seiner Frau. Heidi Kabel erreichte seit 1954 durch die Fernsehübertragungen der für das Fernsehen meist missingschen Theateraufführungen aus dem Hamburger Ohnsorg-Theater große Bekanntheit im ganzen deutschsprachigen Raum und stand für zahlreiche Stücke des Theaters und deren Fernsehaufzeichnungen des Norddeutschen Rundfunks auf der Bühne.
Wie alle Ohnsorg-Schauspieler war sie auch als Hörspielsprecherin beim NWDR Hamburg und beim späteren NDR tätig. Dazu zählte unter anderem die Sendereihe Neues aus Waldhagen, die in Form von Kurzhörspielen zwischen 1955 und 1985 im Rahmen des Schulfunkprogramms ausgestrahlt wurde.
Am Silvesterabend 1998 nahm die mittlerweile 84-jährige Heidi Kabel mit einer Aufführung des Stückes „Mein ehrlicher Tag“ im Hamburger Kongresszentrum CCH Abschied von der Bühne. 2003 verschlechterte sich ihr gesundheitlicher Zustand. Sie zog in eine Seniorenresidenz in Hamburg-Othmarschen. Obwohl Kabel sich ab 2002 zunehmend aus der Öffentlichkeit zurückgezogen hatte, übernahm sie 2006 im Alter von 92 Jahren in Detlev Bucks Verfilmung von Hände weg von Mississippi noch eine kleine Rolle an der Seite ihrer Tochter Heidi Mahler.

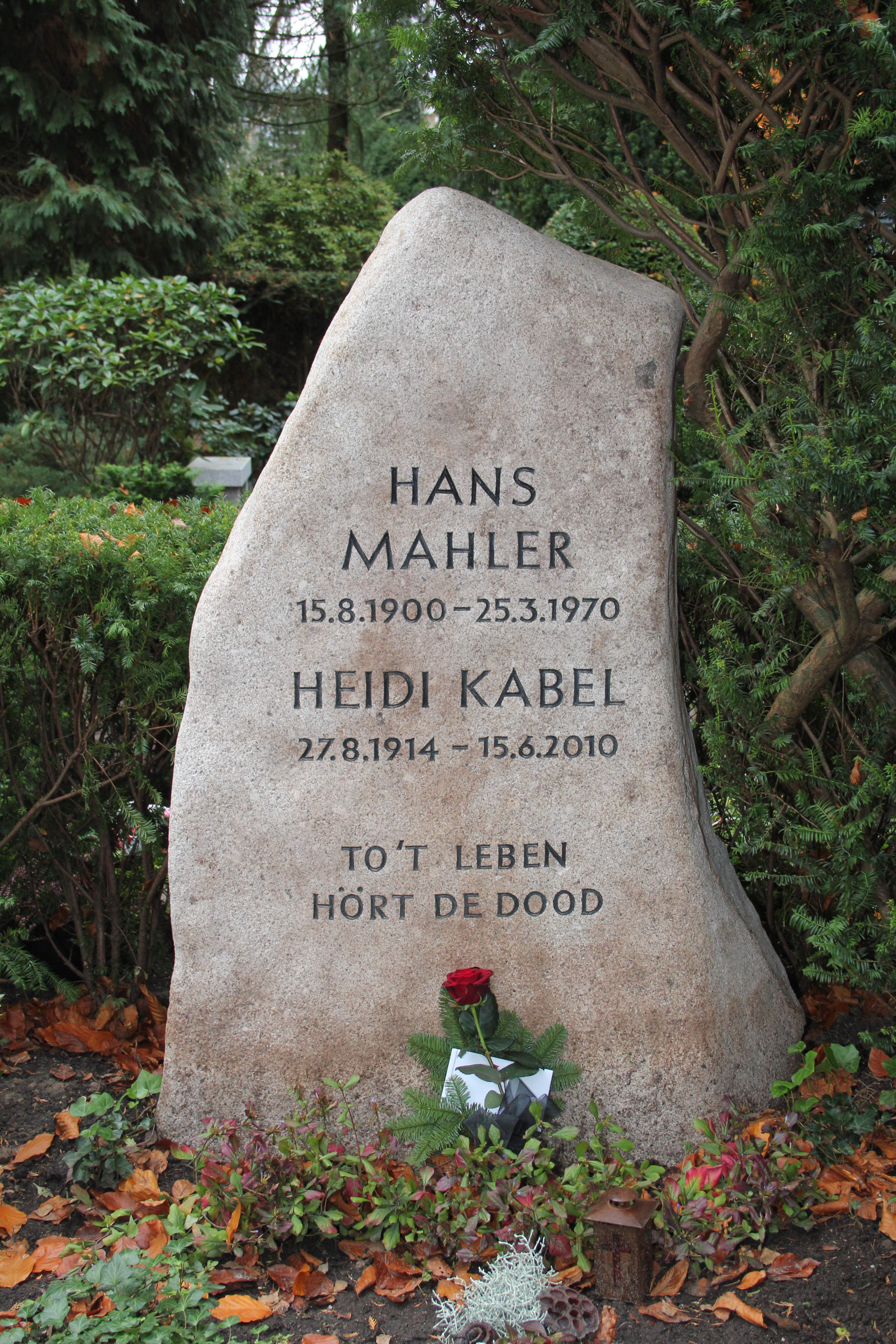
Grabstein von Hans Mahler und Heidi Kabel auf dem Nienstedtener Friedhof

Heidi Kabel war auch als Sängerin bekannt. Sie nahm einige Schallplatten mit Hamburger Liedern auf. Die bekanntesten sind Hammonia (Mein Hamburg, ich liebe dich), In Hamburg sagt man Tschüß, An de Eck steiht’n Jung mit’n Tüdelband, Hamburg ist ein schönes Städtchen, Tratschen, das tu ich nich, Der Junge von St. Pauli, Die Blumenfrau von der Reeperbahn, Hummel Hummel Mors Mors, Kleine Möwe, flieg nach Helgoland, Jungfernstieg-Marsch und Das gibt’s nur auf der Reeperbahn bei Nacht. Nach dem Aufkommen des Internet hatte sie im hohen Alter nochmal einen Hit mit dem Titel Ich bin die Oma aus dem Internet, der auch als Werbeslogan bekannt wurde. Auch in den 1990er Jahren trat sie noch gelegentlich als Sängerin und Entertainerin in Fernsehsendungen und bei Gala-Veranstaltungen auf, zum Beispiel im Theater Madame Lothár in Bremen, wo sie zudem im Juni 2002 bei einer Galashow anlässlich des siebzigjährigen Theaterjubiläums einen ihrer letzten öffentlichen Auftritte hatte.
Als Autorin stellte Kabel im September 1979 auf der Bundesgartenschau in Bonn ihr Kochbuch Kartoffelhits aus Topf und Pfanne vor. Im Jahr 1991 veröffentlichte Kabel ihre Autobiographie Wo sind nur die Jahre geblieben? Stationen meines Lebens. 1994 folgte eine zweite Autobiographie mit dem Titel Das Leben macht mir Freude – Erinnerungen einer lebensklugen Frau.

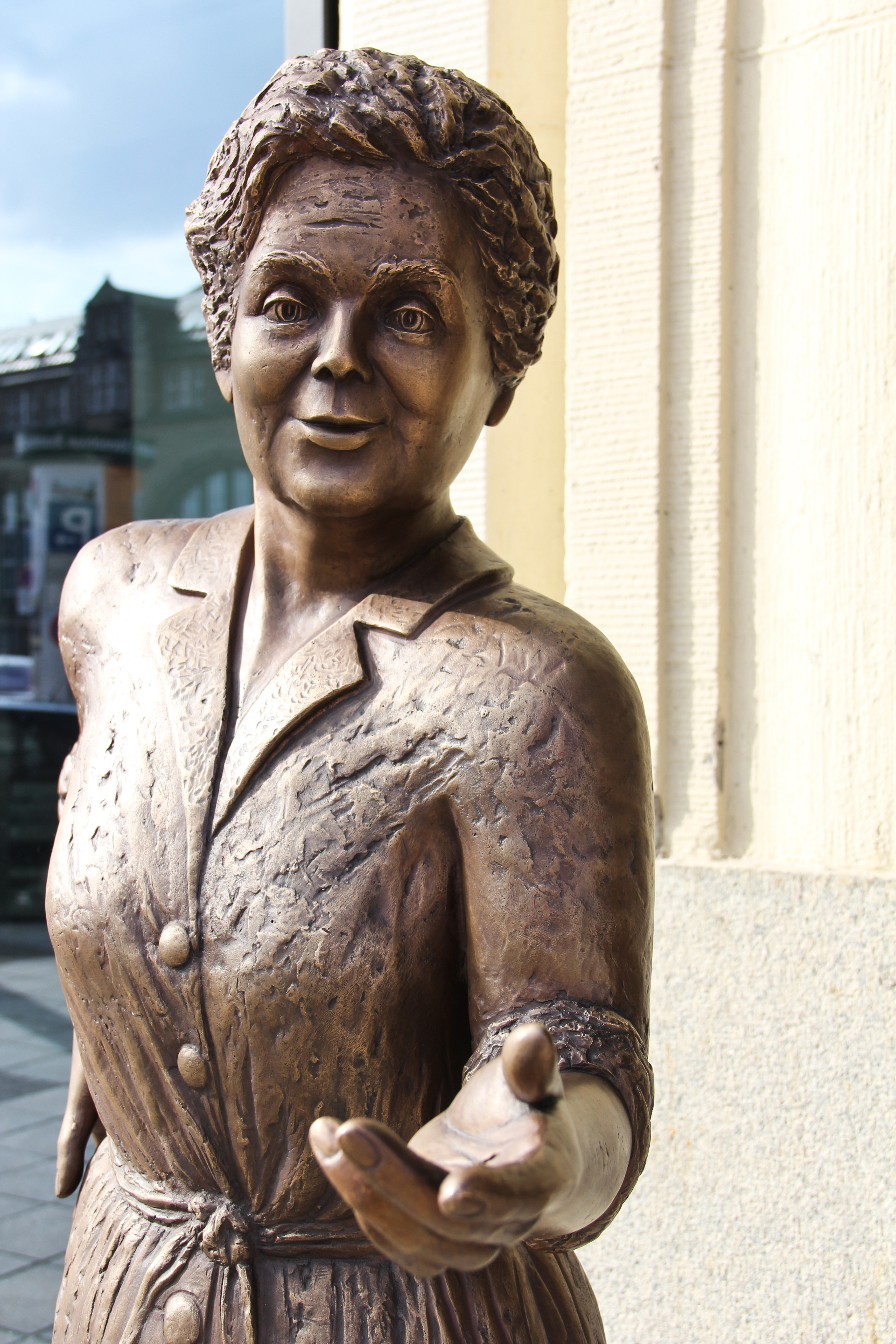
Bronzestatue Heidi Kabel vor dem Ohnsorg-Theater

Heidi Kabel war auch für ihr soziales Engagement bekannt. Sie sammelte 1992 im Hamburger Hafen Geld für die Aktion Sorgenkind und wandte sich 1994 mit einer Petition an den Hamburger Senat, um auf das Schicksal einer von Abschiebung bedrohten jugoslawischen Familie von Kriegsflüchtlingen aufmerksam zu machen. Sie unterstützte Hamburger Obdachlosenprojekte, das Kinderheim von St. Pauli, den Kampf gegen HIV und AIDS und den Verein der Freunde des Tierparks Hagenbeck.
Heidi Kabel starb im Juni 2010 im Alter von 95 Jahren an Altersschwäche. Die Trauerfeier in der Hauptkirche Sankt Michaelis wurde vom NDR übertragen. Heidi Kabel wurde auf dem Nienstedtener Friedhof neben ihrem Ehemann beigesetzt. Der Grabstein trägt die plattdeutsche Inschrift „To’t Leben hört de Dood“ (deutsch „Zum Leben gehört der Tod“).

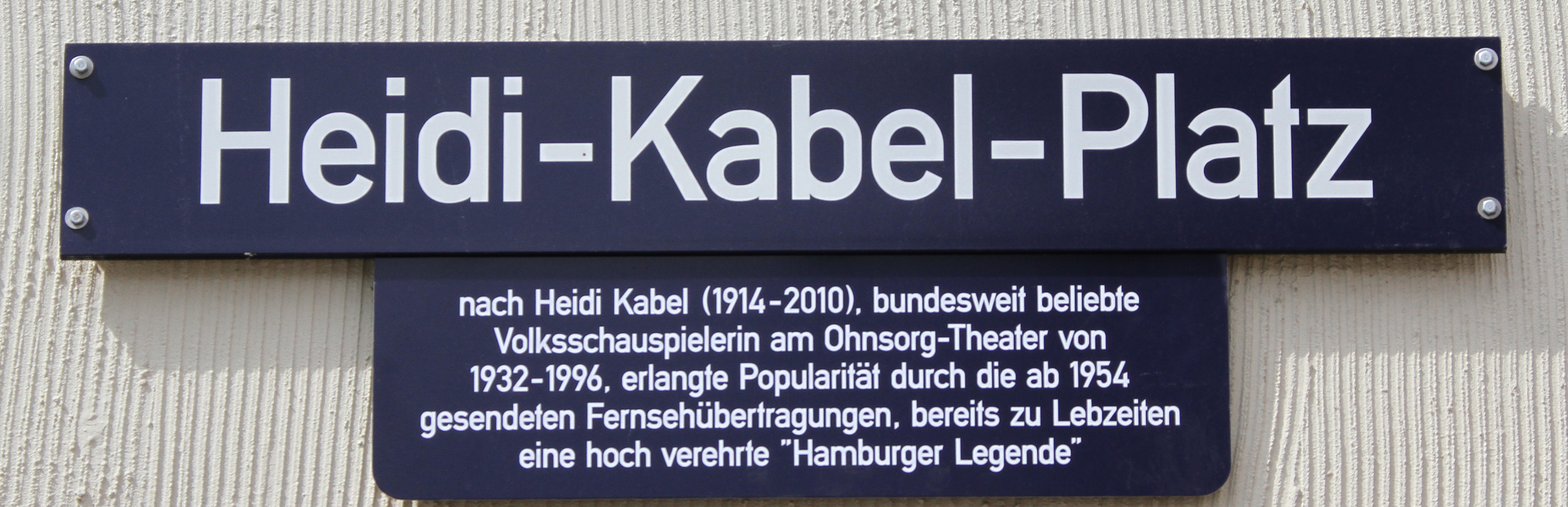
Straßenschild Heidi-Kabel-Platz

Am 4. September 2011 wurde auf dem Hachmannplatz das Heidi-Kabel-Denkmal, eine von der 2016 verstorbenen Künstlerin Inka Uzoma geschaffene lebensgroße Bronzefigur, die ein Gewicht von 90 kg hat, eingeweiht. Zugleich wurde ein Teil des Platzes vor der neuen Spielstätte des Ohnsorg-Theaters in Heidi-Kabel-Platz umbenannt, womit das Ohnsorg-Theater nun die Adresse Heidi-Kabel-Platz 1 hat. Anlässlich ihres 100. Geburtstags erinnerte der NDR mit zahlreichen Prominenten und Weggefährten, darunter ihre Tochter Heidi Mahler und der damalige Ohnsorg-Intendant Christian Seeler, an Kabel in einer 45-minütigen Sendung im NDR-Fernsehen.

## Theaterrollen
Kabel hat in mehr als 250 plattdeutschen Stücken mitgespielt. Hier eine Auswahl der Stücke, die auch fürs Fernsehen aufgezeichnet wurden. Mit Ausnahme der Neuinszenierung von Die Kartenlegerin aus dem Jahr 1982 wurden alle Stücke im Ohnsorg-Theater durch den NDR aufgezeichnet. Viele der Aufzeichnungen wurden später auch auf DVD in der Reihe Ohnsorg Theater Klassiker und teilweise auch als DVD-Box mit mehreren Stücken veröffentlicht.
- 1954: Seine Majestät Gustav Krause (mit Walter Scherau und Otto Lüthje – Erste Fernsehübertragung aus dem Ohnsorg-Theater)
- 1955: Das Herrschaftskind
- 1959: Wenn der Hahn kräht
- 1961: Ein Mann mit Charakter
- 1962: Schweinskomödie
- 1962: Tratsch im Treppenhaus (mit Henry Vahl)
- 1962: Der Bürgermeisterstuhl
- 1963: Vater Philipp
- 1964: Die Kartenlegerin
- 1966: Kein Auskommen mit dem Einkommen
- 1966: Tratsch im Treppenhaus
- 1968: Die Kartenlegerin
- 1968: Verteufelte Zeiten (mit Henry Vahl)
- 1969: Schneider Nörig (mit Henry Vahl)
- 1969: Ein Mann mit Charakter
- 1969: Der Bürgermeisterstuhl (mit Henry Vahl)
- 1970: Trautes Heim
- 1971: Mein Mann, der fährt zur See (mit Henry Vahl)
- 1971: Der möblierte Herr (mit Henry Vahl)
- 1972: Dreier-Quartett
- 1972: Das Herrschaftskind
- 1972: Zwei Engel
- 1973: Brand-Stiftung
- 1973: Vier Frauen um Kray
- 1973: Rund um Kap Hoorn – Eine lustige Küstenfahrt (Musical)
- 1974: Der schönste Mann von der Reeperbahn (Musical)
- 1974: Tratsch im Treppenhaus
- 1974: Für die Katz
- 1975: Die Königin von Honolulu
- 1975: Der Weiberhof
- 1975: Frau Pieper lebt gefährlich
- 1975: Mutter Griepsch mischt mit
- 1976: Frauen an Bord
- 1976: Die Chefin
- 1976: Wenn der Hahn kräht
- 1977: Die Venus von Müggensack
- 1977: Mudder Mews
- 1977: Wenn Du Geld hast
- 1978: Willems Vermächtnis
- 1979: Ein Mann mit Charakter
- 1980: Lotte spielt Lotto
- 1981: Kollege Generaldirektor
- 1981: Das Kuckucksei
- 1981: Mutter ist die Beste
- 1982: Die Kartenlegerin (aus dem St. Pauli Theater, aufgezeichnet vom ZDF)
- 1982: Verteufelte Zeiten
- 1983: Der Lorbeerkranz
- 1983: Gute Nacht, Frau Engel
- 1984: Kein Auskommen mit dem Einkommen
- 1984: Oh, diese Eltern!
- 1986: Der Trauschein
- 1988: Wenn du Geld hast
- 1989: Ein Mann ist kein Mann
- 1989: Der Bürgermeisterstuhl
- 1993: Manda Voss wird 106
- 1995: Die Brandstiftung
- 1997: Mein ehrlicher Tag
- 1997: Frau Sperlings Raritätenladen

Eine Auswahl der Stücke, die nicht fürs Fernsehen aufgezeichnet wurden:
- Ralves Carstens (1932)
- Rummelplatzgeschichten

## Filmografie
- 1938: Ein Mädchen geht an Land
- 1955: Verlorene Söhne (Fernsehproduktion)
- 1958: Das Mädchen mit den Katzenaugen
- 1960: Wenn die Heide blüht
- 1963: Hafenpolizei (Fernsehserie) – Der blaue Brief
- 1964: Schwarzer Peter (Fernsehproduktion)
- 1967: Im Flamingo-Club (Fernsehserie)
- 1968: Otto und die nackte Welle
- 1969: Auf der Reeperbahn nachts um halb eins
- 1969: Klein Erna auf dem Jungfernstieg
- 1970–1973: Haifischbar (Fernsehserie, Heidi Kabel in 3 Episoden)
- 1971: Zwanzig Mädchen und die Pauker
- 1971–1973: Hei-Wi-Tip-Top (Fernsehserie)
- 1971–1973: Kleinstadtbahnhof (Fernsehserie)
- 1972: Grün ist die Heide
- 1977: Kabillowitsch (Fernsehserie)
- 1984/85: Der Sonne entgegen (Fernsehmehrteiler)
- 1985: ...Erbin sein – dagegen sehr
- 1986–1987: Tante Tilly (Fernsehserie)
- 1988: Tatort: Pleitegeier
- 1990: Ein Heim für Tiere (Fernsehserie, eine Folge)
- 1990–1993: Heidi und Erni (Fernsehserie)
- 1990: Die große Freiheit (Fernsehserie)
- 1991: Großstadtrevier, Episode: Katzenjani (Fernsehserie)
- 1992: Mutter und Söhne (Fernsehproduktion)
- 1994: Heimatgeschichten (Fernsehserie)
- 2003: Die Kinder vom Alstertal, Episode: Der große Knall (Fernsehserie)
- 2007: Hände weg von Mississippi

## Musik

### Alben (Auswahl)
- 1984: Herzlichen Glückwunsch (Maritim)
- 1990: Meine Heimat ist der Norden (Ariola)
- 1994: Ihre schönsten Lieder (Sonderausgabe des NDR zum 80. Geburtstag)
- 1996: In Hamburg sagt man „Tschüß“ (BMG Ariola Express)
- 2010: Ihre schönsten Lieder (ZYX Music)
- Heidi Kabel, Henry Vahl singen Schlager, Lieder, Chansons (Elite Special)
- Heidi Kabel, Henry Vahl: Mein Herz ist in Hamburg zu Hause (Elite Special)
- Heidi Kabel und ihre Freunde (da Music)
- Heidi Kabel, Henry Vahl: Deern von der Waterkant (da Music)
- Wie wir sie lieben (Triepke Music)

### Singles (Auswahl)
- 1966: Tratschen tu ich nich’ / Das Original von der Waterkant (Elite Special)
- 1967: Denk’ mal drüber nach / Ein nettes Wort… (Elite Special)
- 1969: In Hamburg sagt man Tschüss / Mach doch mal ab und zu ’ne Pause (Elite Special)
- 1969: Hamburger Aalsuppe / Fährjung Adje (Philips)
- 1969: mit Henry Vahl: Wir fahren wieder Fahrrad / Oh hättest Du einmal nur geschrieben (Elite Special)
- 1970: Jungfernstieg-Marsch / Tante Frieda macht das schon (Elite Special)
- 1970: Mit die Höh’re Schule is das nix / Die Dame von der Elbchaussee (Elite Special)
- 1975: Frühjahrsputz / Denk’ mal drüber nach (Elite Special)
- 1989: Mein Hamburg, ich liebe dich (Hammonia) / Laßt Blumen sprechen (Die Blumenfrau von der Reeperbahn) (Esperanza)
- 1999: Das gibt’s nur auf der Reeperbahn bei Nacht / Junge, komm’ bald wieder (Koch)
- 2001: Die Oma aus dem Internet (Adagio Records)

Daneben hat Heidi Kabel auf zahlreichen Samplern und auf Tonträgern anderer Interpreten als Gaststar gesungen. So weist Discogs über 150 weitere Auftritte von Heidi Kabel auf anderen Tonträgern aus.

## Videoclips
- Das Lied des Nordens, Norddeutscher Rundfunk Hamburg (2001)

Kabel war oft in kleinen Werbefilmchen für die ARD-Fernsehlotterie „Ein Platz an der Sonne – Mit 5 Mark sind Sie dabei“ zu sehen, beispielsweise 1966 an der Seite des Ohnsorg-Kollegen Otto Lüthje oder 1969/70 mit Henry Vahl.

## Hörspiele
- 1946: Stratenmusik – Regie: Curt Becker
- 1949: Silvester oder "Bullenkopp un Stint" – Regie: Hans Freundt
- 1950: Swienskomödi – Regie: Hans Freundt
- 1950: Dat Düvel Maskenspill – Regie: Hans Freundt
- 1950: Till Ulenspegel – Regie: Hans Freundt
- 1950: De Schapschur – Regie: Hans Freundt
- 1950: Oprümen – Regie: Hans Freundt
- 1950: Mudder Mews – Regie: Hans Freundt
- 1950: Lünkenlarm – Regie: Hans Freundt
- 1950: Engel Kirk – Regie: Hans Freundt
- 1950: Du – Autor und Sprecher: Rudolf Beiswanger – Regie: Hans Freundt
- 1950: Johannes Brahms – Regie: Hans Freundt
- 1951: Mien lütt Dörp – Autor und Regie: Werner Perrey
- 1951: Thies un Ose – Regie: Hans Freundt
- 1951: Versteeken spelen – Regie: Hans Freundt
- 1951: De dütsche Michel – Regie: Hans Freundt
- 1951: Ünner een Dack – Regie: Hans Freundt
- 1951: Alltomal Sünner – Regie: Werner Perrey
- 1951: De Fundunnerslagung – Regie: Werner Perrey
- 1951: De Ehestiftung – Regie: Hans Freundt
- 1951: Kristoffer Kolumbus – Regie: Hans Freundt
- 1951: Wenn dat man good geiht – Regie: Hans Freundt
- 1951: Snaaksche Wienachten – Regie: Hans Freundt
- 1951: Krut gegen den Dood – Regie: Hans Freundt
- 1951: Dat plattdütsche Krüppenspäl – Regie: Hans Freundt
- 1951: Twüschen Wihnachten un Niejaar – Regie: Hans Freundt
- 1952: Heimotluft – Regie: Hans Freundt
- 1952: Schenkt ward di nix! – Regie: Hans Freundt
- 1952: De Landfeend op Helgoland – Regie: Werner Perrey
- 1952: As de Minschen – Regie: Hans Freundt
- 1952: An'n Dood vörbi – Regie: Werner Perrey
- 1952: Ut de Franzosentid – Regie: Hans Freundt
- 1952: Lütt Seelken – Autor und Regie: Werner Perrey
- 1952: De Pott is twei (Niederdeutsche Version von Der zerbrochne Krug von Heinrich von Kleist) – Regie: Hans Freundt
- 1952: Allns üm de Deern – Regie: Hans Freundt
- 1952: In Luv und Lee die Liebe – Regie: Hans Freundt
- 1952: Pott un Pann – Regie: Nicht bekannt
- 1952: De Pannkokenjung – Regie: Hans Freundt
- 1952: De grote Krink – Regie: Hans Freundt
- 1952: Leewen Beseuk – Regie: Hans Freundt
- 1952: Das Gericht zieht sich zur Beratung zurück (Folge: Der weiße Magier) – Regie: Gerd Fricke
- 1953: Dat verkennte Genie – Regie: Hans Freundt
- 1953: Finkwarder – Regie: Hans Freundt
- 1953: De anner Weg – Regie: Günter Jansen
- 1953: Rungholt – Schicksalstag der Stadt am Meer – Regie: Günter Jansen
- 1953: Wenn de Maan schient – Regie: Günter Jansen
- 1953: De letzte Feihde – Regie: Günter Jansen
- 1953: Sünnros – Regie: Hans Tügel
- 1953: Nu kümmt de Storm – Regie: Günter Jansen
- 1953: Vertruun – Regie: Günter Jansen
- 1953: Betty geiht en eegen Weg – Regie: Günter Jansen
- 1953: Een Deern as Wibeke – Regie: Günter Jansen
- 1953: Gott sien Speelmann – Regie: Hans Tügel
- 1953: De Faart na't witte Aland – Regie: Hans Tügel
- 1953: Alltomal Sünner – Regie: Werner Perrey
- 1954: In flagranti – Regie: Günter Jansen
- 1954: Hein Mahrt – Regie: Hans Tügel
- 1954: Greta – Regie: Günter Jansen
- 1954: Holländisch-niederdeutsche Stunde: Zwei Kurzhörspiele: De Spööktiger und Seemannsleven – Regie: Hans Tügel
- 1954: Friekamen – Regie: Günter Jansen
- 1954: Stine maakt Nachtschicht – Regie: Günter Jansen
- 1954: Meist as ehr Mudder – Regie: Hans Tügel
- 1954: De Bloatsbroder – Regie: Günter Jansen
- 1954: Nebel – Regie: Günter Jansen
- 1954: Ostenwind – Regie: Günter Jansen
- 1954: Dat Hart is klöker – Regie: Hans Tügel
- 1955: Driewsand – Regie: Hans Tügel
- 1955: De swatte Hex – Regie: Günter Jansen
- 1955: Uwe un Ebba – Regie: Günter Jansen
- 1955: De frömde Fro – Regie: Hans Tügel
- 1955: De söbensinnige Möller – Regie: Hans Tügel
- 1955: Asmus Karsten söcht en niege Heimat – Regie: Hans Tügel
- 1955: De ole Schoolmester – Regie: Günter Jansen
- vor 1956: Cili Cohrs – Regie: Günter Jansen
- 1956: Modder ehr oll Geethann – Regie: Günter Jansen
- 1956: Kann dat angohn – Regie: Günter Jansen
- 1956: Den Düwel sin Aflegger – Regie: Günter Jansen
- 1956: Fritz Stavenhagen – Regie: Hans Tügel
- 1956: Äwer de Grenz – Regie: Günter Jansen
- 1956: De vun'n Weg afkümmt – Regie: Hans Tügel
- 1956: Stratenmusik – Regie: Hans Tügel
- 1956: De Stern achter de Wulken – Regie: Günter Jansen
- 1957: Kaspar Troll – Regie: Hans Tügel
- 1958: De Doden sünd dod – Regie: Hans Tügel
- 1958: Recht mutt Recht blieven – Regie: Hans Tügel
- 1959: Dat Licht – Regie: Hans Tügel
- 1959: De Geburtsdagsgav – Regie: Hartwig Sievers
- 1959: Vun den Padd af – Regie: Hans Tügel
- 1959: Abelke Bleken, de Hex vun Ossenwarder – Regie: Hans Tügel
- 1959: Allens blots Schören (Scherben) – Regie: Hans Tügel
- 1959: Gott sien Speelmann – Regie: Hans Tügel
- 1959: De Börgermeister vun Lütten-Bramdörp – Regie: Hans Mahler
- 1960: Ose von Sylt – Regie: Gustav Burmester
- 1960: Up eegen Fust – Autor und Regie: Hans Mahler
- 1961: De Fährkrog – Regie: Nicht angegeben
- 1961: Besök in de Vergangenheit – Regie: Otto Lüthje
- 1961: De achter uns steiht – Regie: Hans Tügel
- 1962: Carsten Curator – Regie: Hans Mahler
- 1962: Fischernetten – Regie: Günther Siegmund
- 1962: Dat letzt vull Glas – Regie: Hans Tügel
- 1962: Nich dat Geld alleen – Regie: Friedrich Schütter
- 1963: De Püjazz – Regie: Hans Mahler
- 1963: De Soot – Regie: Friedrich Schütter
- 1963: Duppelt Spill – Regie: Rudolf Beiswanger
- 1964: Reinke de Voss – Regie: Friedrich Schütter
- 1964: Dat gefährliche Öller – Regie: Rudolf Beiswanger
- 1965: De sanfte Liese – Regie: Hermann Lenschau
- 1965: Dat Sofaküssen – Regie: Günther Siegmund
- 1965: De Dörpdokter – Regie: Rudolf Beiswanger
- 2000: Zwei Ameisen reisen nach Australien – Regie: Jörgpeter Ahlers

## Auszeichnungen
- 1967: Goldener Bildschirm
- 1972: Goldener Bildschirm
- 1975: Goldene Europa
- 1981: Bürgermeister-Stolten-Medaille für Kunst und Wissenschaft, Hamburg
- 1982: Silberne Maske der Hamburger Volksbühne
- 1983: Richard-Ohnsorg-Preis der Alfred-Toepfer-Stiftung F.V.S. zu Hamburg
- 1985: Biermann-Ratjen-Medaille, Hamburg
- 1985: Goldene Kamera für ihre Arbeit im Ohnsorg-Theater
- 1986: Silbernes Blatt der Dramatiker-Union
- 1986: Ehren-Schleusenwärter
- 1989: Bambi
- 1989: Medaille für Kunst und Wissenschaft der Freien und Hansestadt Hamburg
- 1989: Hermann-Löns-Medaille in Platin für besondere Verdienste um die Volksmusik
- 1990: Bambi
- 1992: Ohnsorg-Verdienstmedaille der Stiftung zur Förderung des Ohnsorg-Theaters
- 1993: Edelweiß der Zeitschrift Frau im Spiegel
- 1994: Ehrenkommissarin der Hamburger Polizei
- 1997: Ehrenmitgliedschaft bei der Hamburger Volksbühne
- 2004: Ehrenmitgliedschaft im Ohnsorg-Theater
- 2004: Bambi

Einen ihr angetragenen Bundesverdienstorden lehnte sie entsprechend hanseatischer Tradition ab (siehe auch: Hanseaten und Auszeichnungen).

## Autobiographien
- Heidi Kabel: Wo sind nur die Jahre geblieben? – Stationen meines Lebens. Rasch und Röhring, Hamburg 1991, ISBN 3-89136-318-4. [Nachdruck: Droemer Knaur, München 1994, ISBN 3-426-75015-5.]
- Heidi Kabel: Das Leben macht mir Freude – Erinnerungen einer lebensklugen Frau. Rasch und Röhring, Hamburg 1994, ISBN 3-89136-514-4.